# Rubídium-szulfát
A rubídium-szulfát a kénsav rubídiumsója, képlete Rb2SO4.

## Előállítása
Rubídium-hidroxid és kénsav reakciójával állítható elő:
{\displaystyle \mathrm {2\ RbOH+H_{2}SO_{4}\longrightarrow Rb_{2}SO_{4}+2\ H_{2}O} }
Elő lehet állítani rubídium-karbonát és kénsav reakciójával is:
{\displaystyle \mathrm {Rb_{2}CO_{3}+H_{2}SO_{4}\longrightarrow Rb_{2}SO_{4}+H_{2}O+CO_{2}\uparrow } }

## Tulajdonságai

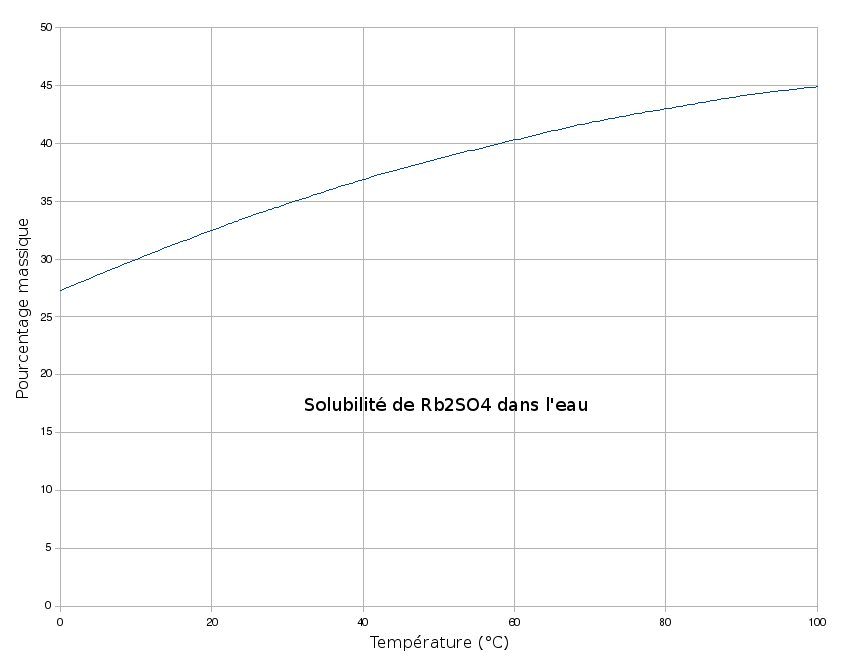
A rubídium-szulfát vízben való oldhatósága a hőmérséklettől függően

Kristályai rombosak, tércsoport: Pnma. Rácsparaméterei: a = 780,1 pm; b = 596,5 pm; c = 1041,6 pm, elemi cellája négy atomot tartalmaz. Kristályai izomorfak a kálium-szulfát kristályaival. Vízben való oldhatósága nő a hőmérséklet emelkedésével: 0 °C-on 364 g, 100 °C-on pedig 826 g rubídium-szulfát oldódik egy liter vízben.
Standard entalpiája −1443 kJ/mol, oldódásakor 27,88 kJ/mol energia szabadul fel.
Rubídium-szulfát és kénsav telített oldatának alacsony hőmérsékleten történő elektrolitikus oxidációjakor rubídium-perszulfát (Rb2S2O8) keletkezik.

## Fordítás
Ez a szócikk részben vagy egészben  a   Rubidiumsulfat című német Wikipédia-szócikk fordításán alapul.  Az eredeti cikk szerkesztőit annak laptörténete sorolja fel. Ez a jelzés csupán a megfogalmazás eredetét és a szerzői jogokat jelzi, nem szolgál a cikkben szereplő információk forrásmegjelöléseként.